# MNSR
MNSR (Miniature Neutron Source Reactor, Миниатюрный реактор-источник нейтронов) — небольшой и компактный исследовательский реактор типа «бак-в бассейне», созданный в Китае по образцу канадского реактора SLOWPOKE-2.
Работает на высокообогащённом топливе (~90 % U-235). Активная зона находится в резервуаре, погружённом в большой бассейн. Максимальная номинальная мощность ~30 кВт, тепло отводится за счёт естественной конвекции. Активная зона состоит примерно из 347 топливных стержней с 4 стяжками и 3 фиктивными элементами, распределёнными в общей сложности по десяти кругам, каждый из которых состоит из топливных стержней в количестве от 6 до 62. Ядро окружено цилиндрическим бериллиевым отражателем толщиной около 10 см.
Китай эксплуатирует два MNSR, кроме того, реакторы этого типа поставлены Гане, Ирану, Пакистану, Нигерии и Сирии. Китай также поставляет в эти страны высокообогащённый уран в качестве их топлива. С 1978 г. велись различные национальные и международные мероприятия по переводу исследовательских и испытательных реакторов с ВОУ на НОУ топливо.